# Легалов, Андрей Александрович
Андре́й Алекса́ндрович Лега́лов (р. 13 ноября 1972 г.) — доктор биологических наук, заведующий Лабораторией филогении и фауногенеза Института систематики и экологии животных СО РАН, палеоэнтомолог, колеоптеролог. Систематик живой природы.

## Биография
Андрей Легалов родился 13 ноября 1972 года в Новосибирске. В 1990 году окончил среднюю школу № 54. С 1990 по 1995 год проходил обучение на Факультете Защиты растений Новосибирского государственного аграрного университета. В 1995—1998 годах был аспирантом, а затем и сотрудником Института систематики и экологии животных СО РАН.

## Научная деятельность
- 1998 г. — защита кандидатской диссертации на тему: «Широтно-зональное распределение жуков-долгоносиков (Coleoptera, Curculionidae) равнин Западной Сибири, Казахстана и Средней Азии» по специальности «Энтомология» (Институт систематики и экологии животных СО РАН; руководитель проф. В. Г. Мордкович)[2].
- 2005 г. — защита докторской диссертации «Жуки-трубковёрты (Coleoptera: Rhynchitidae, Attelabidae) мировой фауны (морфология, филогения, систематика, экология)» по специальности «Энтомология» (Институт систематики и экологии животных СО РАН; научный консультант проф. В. Г. Мордкович)[3].

За годы научной деятельности неоднократно принимал участие в различных экспедициях и, в том числе, в Башкортостан, Оренбургскую, Омскую, Новосибирскую, Еврейскую автономную области, Алтайский, Хабаровский, Приморский края, Украину, Казахстан. Им описано более 1500 новых таксонов.

### Текущая работа
А. А. Легалов руководит Лабораторией филогении и фауногенеза Института систематики и экологии животных СО РАН. Является членом Русского энтомологического общества, Русского палеонтологического общества и Московского общества испытателей природы.
В настоящее время к основным научным интересам Андрея Легалова относятся:
- изучение ископаемых долгоносикообразных жуков (Curculionoidea) из различных мезозойских и кайнозойских отложений, а также пересмотр системы этого надсемейства;
- систематика примитивных семейств (Nemonychidae, Belidae, Rhynchitidae, Attelabidae) из Curculionoidea.

## Животные, названные в честь А. А. Легалова
- Arra legalovi Peris, Davis & Delclos, 2014 — из семейства жуков-цветожилов (Nemonychidae)[7]
- Ebaeus legalovi Tschernyshev, 2009 — из семейства жуков-малашек (Malachiidae)[8]
- Involvulus legalovi Alonso-Zarazaga, 2011 — из подсемейства жуков-трубковёртов Rhynchitinae[9]
- Rhamphophorus legalovii Poinar et Brown, 2021 — из семейства жуков Nemonychidae[10]
- Xylolaemus legalovi Alekseev & Bukejs, 2016 — из семейства жуков Zopheridae[11]
- Zotalemimon legalovi Barševskis, 2021 — из семейства жуков Cerambycidae[12]
- Другие таксоны

## Основные публикации
А. А. Легалов является автором более 250 печатных работ. К основным могут быть отнесены следующие:
1. Легалов А. А. 2004. Реконструкция филогении ринхитид и трубковертов (Coleoptera: Rhynchitidae, Attelabidae) методом Synap. Сообщение 1 // Зоологический журнал. Т. 83. № 12. С. 1427—1432.
2. Легалов А. А. 2005. Реконструкция филогении ринхитид и трубковертов (Coleoptera: Rhynchitidae, Attelabidae) методом Synap. Сообщение 2 // Зоологический журнал. T. 84. № 2. С. 190—194.
3. Легалов А. А. 2005. Трофические связи ринхитид и трубковертов (Coleoptera: Rhynchitidae, Attelabidae) // Зоологический журнал. Т. 84. № 3. С. 352—361.
4. Легалов А. А. 2006. Реконструкция филогении жуков надсемейства Curculionoidea (Coleoptera) методом Synap // Известия РАН. Серия биологическая. № 2. C. 165—172.
5. Legalov A. A. 2007. Leaf-rolling weevils (Coleoptera: Rhynchitidae, Attelabidae) of the world fauna. Novosibirsk: Agro-Siberia. 523 pp.
6. Gratshev V. G., Legalov A. A. 2011. New mesozoic Ithyceridae beetles (Coleoptera).//Paleontological Journal. Vol. 45. N 1. P. 77-82[15].
7. Legalov A. A. 2011. First record of Anthribid beetles from the Jurassic of Kazakhstan (Coleoptera: Anthribidae) // Paleontological Journal. Vol. 45. No 6. 629—633. doi:10.1134/S0031030111060074
8. Legalov A. A. 2012. Fossil history of Mesozoic weevils (Coleoptera: Curculionoidea) // Insect Science. Vol. 19. No. 6. P. 683—698. doi:10.1111/j.1744-7917.2012.01508.x
9. Legalov A. A. 2013. Review of the family Anthribidae (Coleoptera) from the Jurassic of Karatau: subfamily Protoscelinae. Genus Protoscelis Medvedev // Paleontological Journal. Vol. 47. No 3. P. 292—302. doi:10.1134/S0031030113030064
10. Legalov A. A. 2014. The oldest Brentidae and Curculionidae (Coleoptera: Curculionoidea) from the Aptian of Bon-Tsagaan // Historical Biology. Vol. 26. No. 1. P. 6-15. doi:10.1080/08912963.2012.751103
11. Legalov A. A. 2014. New Nemonychidae, Brentidae and Curculionidae (Coleoptera: Curculionoidea) from the Turonian of Kzyl-Dzhar (Kazakhstan) // Historical Biology. Vol. 26. No. 5. P. 675—689. doi:10.1080/08912963.2013.829826
12. Gratshev V. G., Legalov A. A. 2014. The Mesozoic stage of evolution of the family Nemonychidae (Coleoptera, Curculionoidea) // Paleontological Journal. Vol. 48. No 8. P. 851—944. doi:10.1134/S0031030114080012
13. Legalov A. A., Poinar G. Jr. 2015. New tribes of the superfamily Curculionoidea (Coleoptera) in Burmese amber // Historical Biology. Vol. 27. No. 5. P. 558—564. DOI:10.1080/08912963.2014.896908
14. Legalov A. A. 2015. Fossil Mesozoic and Cenozoic weevils (Coleoptera, Obrienioidea, Curculionoidea) // Paleontological Journal. Vol. 49. No 13. P. 1442—1513. doi: 10.1134/S0031030115130067
15. Zinovyev E. V., Dudko R. Yu., Gurina A. A., Prokin A. A., Mikhailov Yu. E., Tsepelev K. A., Tshernyshev S. E., Kireev M. S., Kostyunin A. E., Legalov A. A. 2016. First records of sub-fossil insects from Quaternary deposits in the southeastern part of Western Siberia, Russia // Quaternary International. Vol. 420. P. 221—232. doi: 10.1016/j.quaint.2015.09.023
16. Legalov A. A., Dudko R. Yu., Zinovyev E. V. 2016. Sub-fossil weevils from the central part of West Siberia provide evidence of range expansion during the last glaciations // Quaternary International. Vol. 420. P. 233—241[16].